# Montenegro

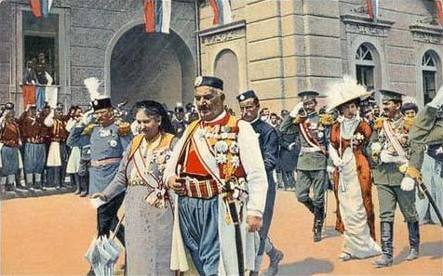
Proclamatie van het Koninkrijk Montenegro, 1910

Montenegro (uitspraak: [mɔntəˈneɣro] of [mɔntəˈneɡro]; uit het Venetiaans: 'zwarte berg'; Montenegrijns: Црна Гора, Crna Gora) is een land op de Balkan. Het ligt aan de Adriatische Zee tegenover Italië en grenst, vanaf de zee met de klok mee, aan Kroatië, Bosnië en Herzegovina, Servië, Kosovo en Albanië. De Montenegrijnse hoofdstad is Podgorica. Montenegro heeft een bevolking van 609.859 (2020) inwoners op een oppervlakte van 13.812 km². Sinds december 2010 is het kandidaat-lid van de Europese Unie en sinds 5 juni 2017 is het land lid van de NAVO.

## Geschiedenis

### Van prinsbisdom naar koninkrijk
Montenegro was tot 1878 een onafhankelijk en soeverein van het Ottomaanse Rijk staand prinsbisdom met als staatshoofd de Servisch-Orthodoxe aartsbisschop van Cetinje. De prinselijke opvolging ging over van oom op neef omdat orthodoxe bisschoppen niet mogen trouwen. Danilo II was de laatste prins-bisschop die het land leidde. Zijn oom, prins-bisschop Peter II, had hem in zijn testament als opvolger aangewezen, maar toen hij stierf wees het parlement zijn oudere broer en president van de Senaat Pero Tomov Petrović aan als nieuwe vorst (dus niet prins-bisschop). Dit wijst erop dat Peter al bezig was geweest met voorbereidingen om de theocratie in zijn land af te schaffen. Ondertussen was Danilo naar Wenen en Rusland gereisd, officieel om tot prins-bisschop te worden gewijd. Hij keerde echter tot ieders verrassing terug met toestemming van de tsaar om vorst te worden. Dit gaf hem een groot voordeel ten opzichte van Pero Tomov en uiteindelijk won Danilo de strijd om de macht. Hij werd in 1852 de eerste heerser van Montenegro die niet ook een kerkelijke functie had. Het land werd op dat moment een 'gewoon' prinsdom. Danilo II werd in 1860 vermoord. Zijn opvolger was de zoon van zijn broer Mirko, Nicolaas I, die in 1878 zijn land naar de volledige onafhankelijkheid leidde. Dit werd geregeld in het Verdrag van Berlijn. In 1910 werd het prinsdom een koninkrijk, met Nicolaas I als eerste koning.

### Montenegro als onderdeel van Joegoslavië
In de Eerste Wereldoorlog ging Nicolaas I een alliantie aan met Servië, maar maakte de fatale fout Servische officieren het Montenegrijnse leger te laten leiden. Resultaat hiervan was dat deze het Montenegrijnse leger voor hun eigen doeleinden gebruikten. In 1915 bezette Oostenrijk-Hongarije het land en Nicolaas vluchtte naar Frankrijk. De geallieerden verklaarden solidair te zijn met de Montenegrijnse zaak, maar herstelden na de oorlog de onafhankelijkheid van het land niet. De koning verzette zich tegen de Joegoslavische eenheid waarbij Montenegro bij Servië zou worden gevoegd. Een nationale vergadering in 1918 steunde de vereniging echter en zette Nicolaas af ten gunste van zijn schoonzoon, de Servische koning Peter I. Aldus kwam Montenegro bij het koninkrijk Joegoslavië. Montenegrijnse troepen zouden tot 1924 nog een guerrillaoorlog voeren tegen de Joegoslaven.
Tijdens de Tweede Wereldoorlog werd Montenegro bezet door Italië en later door Duitsland (1941-1944). In 1945 werd het land een deelrepubliek van het federale Joegoslavië, omdat de regerende communisten Montenegro als aparte entiteit wilden zien (hetgeen hen tijdens de oorlog populair maakte in Montenegro). De hoofdstad Podgorica werd omgedoopt in Titograd (naar Josip Broz Tito), wat pas in 1992 teruggedraaid zou worden. Toen in de jaren negentig Slovenië, Kroatië, Macedonië en Bosnië en Herzegovina zich losmaakten uit de Joegoslavische federatie, deed Montenegro als enige deelstaat naast Servië dit niet. De Montenegrijnse bevolking koos namelijk in een referendum in 1992 om binnen Joegoslavië te blijven. Dit referendum werd echter geboycot door voorstanders van onafhankelijkheid, waardoor bijna 96% tegen stemde (bij een opkomst van 66%). De Montenegrijnse regering nam in de jaren negentig echter steeds meer afstand van de Servische, vooral sinds de NAVO-aanvallen tegen Servië in 1999.
Aan het begin van de 21e eeuw streefde de Montenegrijnse regering openlijk naar afscheiding van Servië. Na onderhandelingen in 2003 werd afgesproken Joegoslavië om te vormen tot een confederatie van twee deelstaten, onder de naam Servië en Montenegro. Daarbij werd vastgelegd dat elk van beide deelgebieden in 2006 een referendum over onafhankelijkheid mocht houden. Een land waar een dergelijk referendum zou worden aangenomen, zou zich onafhankelijk mogen verklaren. De Europese Unie, die de onderhandelingen had geleid, bedong daarbij wel dat het aantal voorstemmers minstens 55% moest zijn bij een opkomst van minstens 50%. Het andere land zou volgens de afspraken dan de overkoepelende bezittingen krijgen, zoals ambassades.

### Onafhankelijkheid
Servië koos ervoor om geen referendum te houden; dat land was vóór het behouden van de confederatie. De Montenegrijnse premier Milo Đukanović en de Montenegrijnse regeringspartijen waren echter een groot voorstander van Montenegrijnse onafhankelijkheid. In Montenegro werd dan ook op 21 mei 2006 een referendum gehouden. Voorstanders stelden dat Montenegro economisch sterker was zonder Servië, omdat het land zich zonder Servische bemoeienis minder protectionistisch kon opstellen. Daarbij dachten zij dat Montenegro sneller lid van de Europese Unie kon worden wanneer er geen koppeling met Servië bestond, aangezien Servië er economisch niet goed voorstond en in Europa als aanstichter van de recente oorlogen op de Balkan werd gezien. Bovendien zagen veel voorstanders Montenegrijnen als een eigen volk met een eigen geschiedenis en taal. Tegenstanders van Montenegrijnse onafhankelijkheid claimden dat Montenegrijnen Serviërs waren en wezen erop dat Montenegro veel baat had van de Servische economie. Bij een opkomst van 86,49% stemde 55,6% voor. Met deze uitslag werd voldaan aan de voorwaarden die de internationale gemeenschap - bij monde van de Commissie van Venetië - had gesteld. Het referendum zou geldig zijn bij een minimale opkomst van 50% plus 1 en bij een uitslag van ten minste 55% van de geldig uitgebrachte stemmen. Achter deze voorwaarden hadden zowel de regeringspartijen als de oppositie zich geschaard, waarmee tot uitdrukking moest komen dat er ten minste 10% meer voor- dan tegenstemmers zouden zijn.
Op 3 juni 2006 bekrachtigde het Montenegrijnse parlement de uitkomst van het referendum en riep de onafhankelijkheid uit. Op 4 juni meldde de Servische regering in een verklaring dat zij het uiteenvallen van de Servisch-Montenegrijnse unie als een voldongen feit aanvaardde. Op 28 juni werd Montenegro toegelaten als lid van de Verenigde Naties.

## Demografie

### Bevolking
Montenegro telt 609.859 (2020) inwoners, waarvan 170.000 in Podgorica. De tweede stad is Nikšić met 60.000 inwoners. Andere steden: Bar (belangrijke havenstad, 37.000 inwoners), Kotor (UNESCO-werelderfgoed, 22.000 inwoners), Cetinje (voormalige hoofdstad, 20.000 inwoners), Ulcinj, Budva, Herceg Novi, Tivat, Rožaje (Albanees: Rozhajë), Bijelo Polje, Gusinje en Plav.
De Montenegrijnen staan qua geschiedenis, taal en religie dicht bij de Serviërs. Het verschil is dat Montenegro onafhankelijk bleef in de tijd dat Servië tot het Ottomaanse Rijk behoorde en de Montenegrijnen een eigen Kerk voor 1918 hadden genaamd Montenegrijns-Orthodoxe Kerk (Crnogorska Pravoslavna Crkva). De Serviërs hebben hun eigen Kerk de Servisch-Orthodoxe Kerk (Srpska Pravoslavna Crkva). Tegenwoordig zijn er veel Montenegrijnen die zichzelf als Serviër beschouwen (de politieke Serviërs) omdat ze tegen de onafhankelijkheid van Montenegro zijn. Deze personen identificeren zichzelf ook als de Montenegrijnse Serviërs (Crnogorski Srbi).
De etnische verdeling was volgens de census van eind 2003 als volgt:
|                           | Aantal  | %     |  | Etnische kaart van Montenegro, volgens de census van 2003. |
| Totaal                    | 620.145 | 100   |  | Etnische kaart van Montenegro, volgens de census van 2003. |
| Montenegrijnen            | 267.669 | 43,16 |  | Etnische kaart van Montenegro, volgens de census van 2003. |
| Serviërs                  | 198.414 | 31,99 |  | Etnische kaart van Montenegro, volgens de census van 2003. |
| Bosniakken                | 48.184  | 7,77  |  | Etnische kaart van Montenegro, volgens de census van 2003. |
| Albanezen                 | 31.163  | 5,03  |  | Etnische kaart van Montenegro, volgens de census van 2003. |
| Moslims van nationaliteit | 24.625  | 3,97  |  | Etnische kaart van Montenegro, volgens de census van 2003. |
| Kroaten                   | 6.811   | 1,1   |  | Etnische kaart van Montenegro, volgens de census van 2003. |
| Roma                      | 2.601   | 0,42  |  | Etnische kaart van Montenegro, volgens de census van 2003. |
| Joegoslaven               | 1.860   | 0,3   |  | Etnische kaart van Montenegro, volgens de census van 2003. |
| overigen                  | 38.818  | 6,26  |  | Etnische kaart van Montenegro, volgens de census van 2003. |

### Religie
75,77% van de bevolking is christelijk (ongeveer 72,07% Servisch/Montenegrijns-orthodox en 3,44% katholiek). Moslims maken 19,11% uit van de bevolking. Hiertoe behoren de etnisch Albanese minderheid, die vooral langs de grens met Albanië woont, en de Bosniakken en andere Slavische moslims (samen ook met de nationaliteit 'Moslim' aangeduid) in Sandžak.
In Montenegro is er ook de Montenegrijns-Orthodoxe Kerk. De Servisch-Orthodoxe Kerk bestaat in Montenegro sinds 1918. Hiervoor was dit de Montenegrijns-Orthodoxe Kerk. De Montenegrijnse Kerk werd door het regime van koning Aleksandar Karadjordjevic van het koninkrijk Joegoslavië opgeschort en pas na het uiteenvallen van Joegoslavië in 1991 werd deze weer door de Montenegrijnen volgens oude traditie hersteld met Metropoliet Antonije Abramovic als leider. Deze kerk is niet canoniek en wordt daarom niet erkend door de andere orthodoxe kerken.

### Taal
In Montenegro spreekt men Montenegrijns, dit is de officiële taal. Montenegrijns (Црногорски језик/crnogorski jezik) is een (Štokavisch) dialect en telt 32 letters (Ś en Ź zijn de twee extra letters) De taal is sterk verwant aan het Servisch, Bosnisch en Kroatisch (vroeger samen bekend als Servo-Kroatisch). In Montenegro wordt zowel het Latijnse als het cyrillische schrift gebruikt. Bij de volkstelling van 2011 gaf 36,97% van de bevolking Montenegrijns op als moedertaal, 42,88% noemde Servisch als moedertaal. In sommige gebieden met een Albanese meerderheid is het gebruik van het Albanees door overheidsorganen toegestaan.

## Bestuurlijke indeling
Montenegro wordt direct onderverdeeld in 23 gemeenten.

## Geografie

### Steden

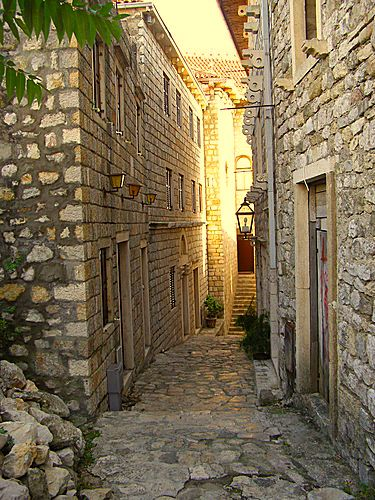
Het historische Ulcinj.

De vijf grootste steden van Montenegro zijn (inwoneraantallen zonder de andere plaatsen op het gemeentelijke grondgebied):
1. Podgorica (136.473 inwoners), de hoofdstad
2. Nikšić (58.212)
3. Pljevlja (21.337)
4. Bijelo Polje (15.883)
5. Cetinje (15.137), de voormalige hoofdstad

## Politiek
Het parlement in Montenegro telt 81 zetels. De huidige president, Jakov Milatović (sinds 2023), is lid van de pro-Europese partij PES. De oppositiegroepen bestaan uit de DPS en het pro-Russische en pro-Servische blok "Voor de Toekomst van Montenegro".

### Politieke partijen
- Democratische Partij van Montenegrijnse Socialisten (DPS, socialistisch en prowesters)
- Sociaaldemocratische Partij (SDP)
- Socialistische Volkspartij van Montenegro (SNP)

### Internationale betrekkingen
Montenegro is sinds 17 december 2010 kandidaat-lid van de EU. Hoewel Montenegro werk maakt van het voldoen aan de criteria van de EU moet er nog op veel terreinen, waaronder de rechtsstaat, vooruitgang geboekt worden.
In december 2015 werd Montenegro door de Noord-Atlantische Verdragsorganisatie (NAVO) uitgenodigd zich bij deze organisatie aan te sluiten. Dit leidde tot een Russische dreiging met vergeldingsacties. Ondanks exportbelemmeringen door Rusland voor met name Montenegrijnse wijnen trad het land op 5 juni 2017 toe tot de verdragsorganisatie.

## Verkeer en vervoer

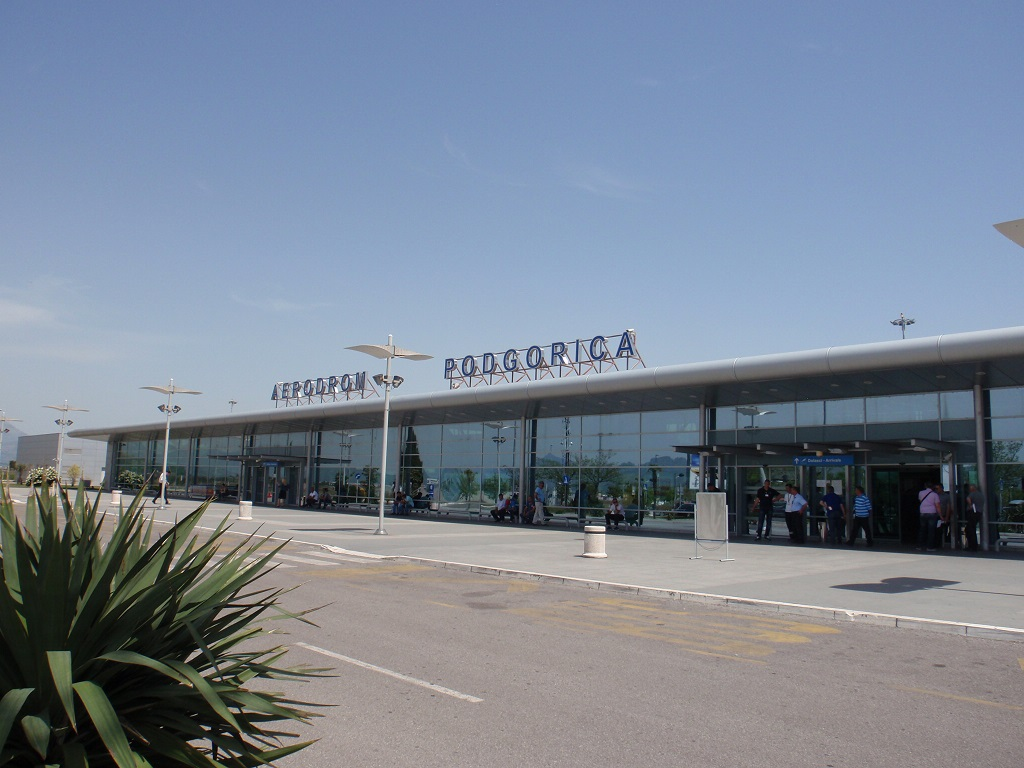
Luchthaven van Podgorica

De nationale luchtvaartmaatschappij van Montenegro is sinds 2021 Air Montenegro, nadat Montenegro Airlines in 2020 is opgeheven in verband met een slechte financiële situatie.
Het land heeft twee internationale luchthavens: Podgorica en Tivat. Beide kennen een bescheiden netwerk aan vluchten naar verschillende Europese bestemmingen. De zeehaven van Bar is de belangrijkste haven, zowel voor passagiers als voor vracht.
Montenegro kent een bescheiden spoorwegnet. De spoorlijn Belgrado - Bar is de hoofdas van het land en doorkruist Montenegro vanaf de grens met Servië naar de haven van Bar en stopt hierbij onder andere op het station van Podgorica. Daar zijn nog twee aftakkingen naar Nikšić en Tuzi (en verder naar Albanië, momenteel geen treinverkeer). De nationale spoorwegmaatschappij van Montenegro, Željeznički prevoz Crne Gore (ŽPCG) opereert de binnenlandse treinen van het land. De trein van en naar Belgrado is een samenwerking van de ŽPCG en de Servische maatschappij Srbija Voz.

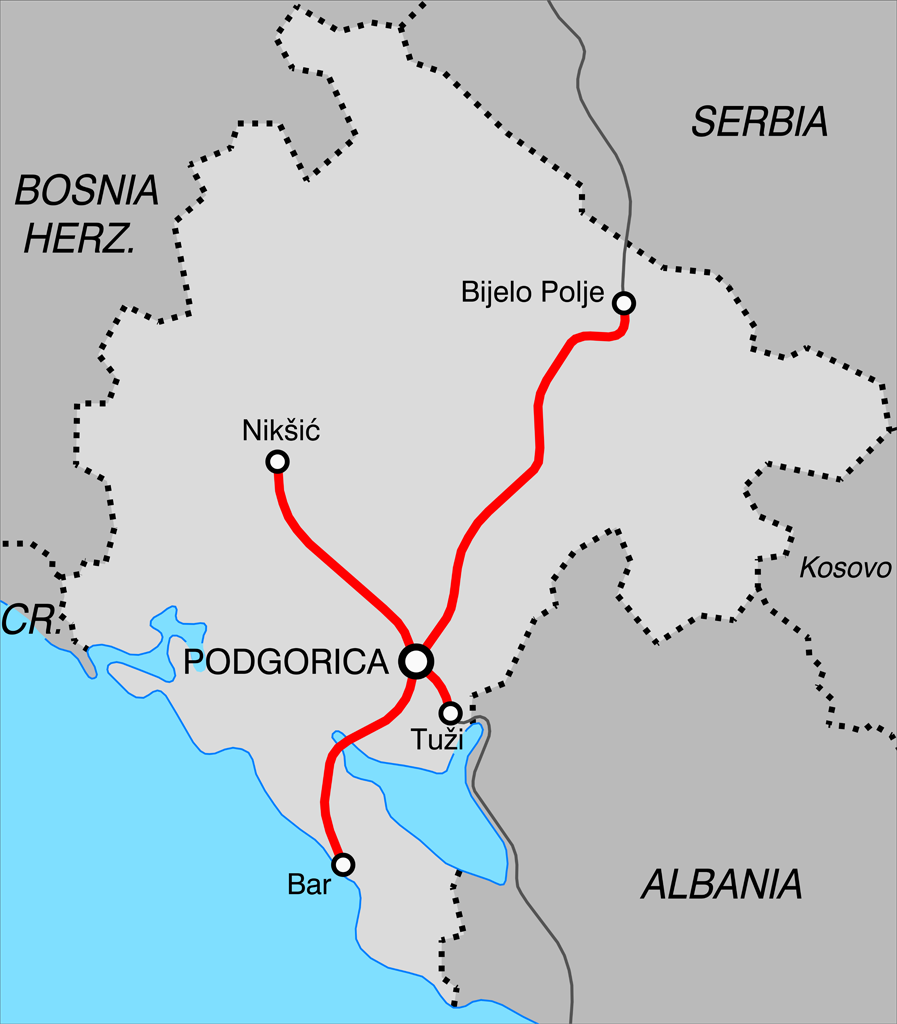
Kaart van het spoorwegnet van Montenegro

De busmaatschappijen in het land zijn alle zelfstandige ondernemingen en vormen belangrijke verbindingen door het land en met buurlanden Albanië, Bosnië-Herzegovina en Kroatië.